# Hermenegildo Díaz de Cevallos
Hermenegildo Díaz de Cevallos y Fernández (Sevilla, 3 de julio de 1814-†Madrid, 2 de abril de 1891) fue un militar español defensor de la causa legitimista en las tres guerras carlistas.

## Biografía
En 1825 entró de alumno guardia marina en el Colegio de San Telmo de Málaga, pero variando de carrera, fue nombrado Guardia de Corps en diciembre de 1829. Empezó a servir en agosto de 1831 y por sus opiniones carlistas se vio expulsado del cuerpo el 15 de enero de 1833.

### Primera guerra carlista
El 24 de enero de 1834 se presentó a Don Carlos María Isidro, quien le destinó a las órdenes del general Zumalacárregui. Nombrado al poco tiempo alférez de la 5.ª Compañía del 1.er Batallón de Guipúzcoa, se batió en las acciones de Villafranca, Elizondo, Escurra, Treviño y Guernica; en el primer sitio de Bilbao y en la batalla de Hernani. Ascendió a Teniente en la toma de Villafranca, 14 de junio de 1835, y en la del castillo de Lequeitio, 12 de abril de 1836, obtuvo la Cruz de 1.ª clase de San Fernando. Después de asistir a las acciones de Barrón, formó en la expedición del general Gómez, obteniendo el empleo de capitán el 3 de junio de 1836, como recompensa de los servicios que prestó en Revilla, Valdeburón, Barco de Soto y paso del Miño.
En la acción de Villarrobledo, en agosto de 1836, cayó prisionero después de recibir cuatro heridas.
Canjeado Cevallos en agosto de 1837 e incorporado al 1.er Batallón de Guipúzcoa, el 17 de mayo de 1838 fue agraciado con el empleo de teniente coronel. Se encontró en las acciones de Urnieta y Andoáin; formó parte en la expedición del general Basilio García, mandando la compañía de cazadores del 7.º de Castilla, y distinguiéndose en Calzada de Calatrava, Puertollano, Menasalbas y Valdepeñas, en cuyo último punto hizo 32 prisioneros al enemigo. En la sorpresa de Béjar, salvó con su valentía la fuerza de su mando, uniéndose después al frente de su batallón al Ejército de Cabrera. Asistió al sitio de Morella, en el que se le promovió a comandante; peleó en las acciones de Burriana, Chiva y Segura; fue nombrado teniente coronel sobre el mismo campo de batalla el día 23 de marzo de 1839, y después de mostrar nuevamente su valor en La Hoz de la Vieja, en Tales y en Berga, entró en Francia luciendo los galones de coronel, que le fueron concedidos el 1 de junio de 1840.

### Segunda guerra carlista
En Francia estuvo preso once meses; cuando le pusieron en libertad fue al lado de Cabrera y después de ser el agente más activo de los que prepararon la guerra del 47 al 49, entró en Cataluña con el destino de primer ayudante de Cabrera, a cuyo lado se batió tan bizarramente que Carlos VI le nombró Brigadier de Infantería y le dio la Gran Cruz de Isabel la Católica, el 2 de marzo de 1849.
En 8 de noviembre de 1851 fue distinguido con el título de Caballero de la Real Orden de san Hermenegildo, y tres años después con la placa de la misma Orden.

### Levantamiento carlista de San Carlos de la Rápida
En 4 de marzo de 1860 Carlos VI nombró a Cevallos mariscal de campo y comandante general de Valencia, en la expectativa del levantamiento carlista que fracasó en San Carlos de la Rápita con el fusilamiento de Ortega.

### Secretario de Don Carlos
En 1868 se presentó el General Cevallos a Carlos VII, quien le ascendió a teniente general con la antigüedad de 20 de febrero de 1868, le concedió la Gran Cruz de San Hermenegildo y lo nombró secretario suyo. En el desempeño de su cargo prestó notables servicios hasta que, en septiembre de 1869 fue reemplazado por Francisco Navarro Villoslada.
Al cesar voluntariamente Cevallos en el cargo de secretario de Don Carlos, recibió la siguiente carta de su rey: 

Mi querido Cevallos: al retirarte voluntariamente de mi lado, has cedido a generosas y elevadas miras políticas, que tú mismo con noble franqueza me has puesto, y que he tomado en consideración, porque redundan en bien de la causa simbolizada en mi persona. 

Pero si como príncipe, si como Rey legítimo he tenido que acceder a tus deseos, como caballero español que soy, antes que monarca, no puedo consentir que de mi lado te ausentes sin darte un testimonio particular de mi gratitud por los relevantes servicios que a la causa de la legitimidad y de la religión has prestado. 
Este testimonio, lo sé muy bien, ha de ser para ti más grato que ningún otro, porque no consiste en recompensas de empleos, honores, ni condecoraciones, sino en la sencilla expresión de mi afecto por la lealtad, honradez y desinterés con que siempre me has servido. 
De mi movimiento hacia la frontera de España nada supiste hasta que se hubo verificado; pero esto no impidió que durante esa época azarosa de mi vida, llamado por mí hayas acudido a participar de todos mis riesgos y fatigas, como si tú realmente lo hubieses aconsejado. 
Guarde la patria tu memoria como de uno de sus más fieles servidores, y guárdenla tus hijos con el legítimo orgullo de haber debido la vida a padre tan honrado. 
Tu rey, que no te olvidará nunca, ruega entre tanto a Dios que te proteja y guarde largos años.
Ginebra, 27 Septiembre de 1869. Carlos.

En general Cevallos recibió el nombramiento de ministro del Consejo particular de Don Carlos el 24 de abril de 1870, y a los pocos días el de comandante general de Cataluña, con cuyo motivo organizó numerosas juntas de armamento y defensa y trabajó en la preparación del alzamiento del Principado, hasta que el 20 de septiembre fue llamado nuevamente al lado de Don Carlos, con el destino de Ayudante de Campo.

### Tercera guerra carlista
El 18 de mayo de 1872 fue enviado Cevallos a las órdenes del Infante Alfonso de Borbón y Austria-Este, como Jefe de E. M. del Ejército carlista de Cataluña.
El general Cevallos desempeñó la Comandancia General de Aragón desde el 2 de septiembre de 1873 hasta que encargado Dorregaray del mando en jefe del Ejército del Norte, a principios de 1874, le trasladó a la Comandancia General de Guipúzcoa.
Tomó el general Cevallos posesión de su nuevo cargo a fines de enero. Entró el 28 de febrero en Tolosa, sitió a Hernani los días 29, 30, 31 de mayo y el 1 de junio; el 31 de octubre tomó el mando de las fuerzas encargadas de rechazar a las enemigas que viniesen en socorro de Irún, y sabedor de que alguien le suponía culpable de la pérdida de las operaciones sobre esta plaza, dimitió del mando que ejercía y pidió se le formase la oportuna sumaria en averiguación de los hechos que se le atribuían. Se abrió el proceso y en él se probó de una manera tan evidente la inculpabilidad, que el mismo fiscal, el general Larramendi, pidió el sobreseimiento y la rehabilitación del general Cevallos.
Siguió en el Norte hasta 1876 y, concluida la guerra, vivió largo tiempo emigrado. Publicó diversos trabajos históricos en la revista histórico-militar El Estandarte Real.
Durante sus campañas asistió a 127 acciones de guerra; recibió cinco heridas de arma blanca y una de bala, dos fuertes contusiones y tuvo dos caballos muertos. Fue condecorado con las Grandes Cruces de Carlos III y San Hermenegildo, con la de San Fernando y otras varias, por acciones de guerra. También fue agraciado con el título de marqués de Cevallos.
Falleció en 1891 en Madrid, alejado de la política activa, pero leal a la causa tradicionalista. A su muerte, su viuda Adelaida recibió las sentidas condolencias de Don Carlos en una carta enviada desde Venecia.
Un sobrino suyo, José María Díaz de Cevallos y Visgrés, fue teniente coronel de Infantería del Ejército español y juez de instrucción de la Capitanía General de Castilla la Nueva.